# Поченков Кіндрат Іванович
Кіндрат Іванович Поченков (23 березня 1905, село Князищево Лихвинського повіту Калузької губернії, Росія — 6 серпня 1962, місто Шахти Ростовської області, Росія) — радянський державний діяч. Депутат Верховної Ради СРСР 2-го і 5-го скликань. Депутат Верховної Ради УРСР 3-го скликання. Член ЦК КПУ в 1940—1949 р. і 1952—1956 р.

## Біографія
Народився 23 березня 1905 в селі Князищево (тепер — село Леніно Одоєвського району Тульської області) Росія у бідній селянській сім'ї.
У 1920 році виїжджає в Донбас, на шахту № 5 «Кошелівка», що розташовувалась тоді в Чистяковському кам'яновугільному регіоні. У свої 15 років він з великими труднощами зміг поступити тільки на підсобні роботи. Спочатку працював мастильником вагонеток, плитовим, відкатником, помічником кочегара. Тут він одружився з Марією Морозовою.
У 1925 році перейшов на сусідню шахту № 7 «Дроново» спочатку прибиральником породи, а потім кріпильником.
З 1925 по 1927 роки навчається без відриву від виробництва та закінчує професійну школу на сусідній шахті «Красная звезда». У 1927 році Чистяковський районний комітет комсомолу відправляє Поченкова на навчання в місті Новочеркаськ на гірничий факультет Новочеркаського гірного технікуму при Новочеркаському Донському політехнічному інституті.
Член ВКП(б) з 1928 року.
Після закінчення технікума був направлений на роботу на шахту «Красная Звезда», що у місті Чистяково, де працював помічником начальника дільниці, а потім начальником дільниці.
У 1932 році його переводять на шахту імені Л. І. Лутугіна, де він працює спочатку начальником дільниці, помічником головного інженера, а потім головним інженером шахти.
У 1936 році його призначають головним інженером, а потім завідувачем шахти № 10-біс, яка розташована в сусідньому місті Сніжне. На цій шахті він працює в парі з Олександром Засядьком (який був головним інженером).
У 1938 році Поченкова призначають керівником тресту «Несвітайантрацит» Ростовської області РРФСР.
У жовтні 1939 року, із створенням Народного комісаріату вугільної промисловості СРСР, наркомом В. В. Вахрушевим був призначений заступником начальника Головного управління вугільної промисловості («Головвугілля») Донбасу і Кавказу.
У 1939—1941 роках працював начальником комбінату «Ворошиловградвугілля».
У 1940 році був призначений заступником народного комісара вугільної промисловості СРСР
Під час німецько-радянської війни Поченкову було доручено продовжувати евакуацію шахтних засобів та організовувати видобуток вугілля в Східному Донбасі. Після окупації Східного Донбасу Поченкова призначили начальником комбінату «Кузбасвугілля» РРФСР.
У 1943—1946 роках знову очолював комбінат «Ворошиловградвугілля».
З 1946 року — 1-й заступник міністра вугільної промисловості СРСР.

Меморіальна дошка в Донецьку

З серпня 1950 по травень 1954 року — начальник комбінату «Сталінвугілля», одночасно працював заступником міністра і членом колегії Міністерства вугільної промисловості СРСР.
3 травня 1954 — січень 1955 року — перший міністр вугільної промисловості Української РСР. Рішенням Президії ЦК КПУ від 21 грудня 1954 року знятий з посади міністра за невиконання планового видобутку вугілля за 1954 р.
З 1957 року — начальник комбінату «Ростоввугілля», де працював до своєї смерті.
Похований на міському кладовищі в Шахтах Ростовської області.

## Нагороди
- чотири ордени Леніна
- три ордени Трудового Червоного Прапора
- медалі